# Вовк і ягня (мультфільм, 1981)
«Вовк і ягня» (рос. «Волк и ягнёнок») — грузинський радянський ляльковий мультфільм 1981 року кінорежисера Гіві Касрадзе. За байкою Івана Крилова в перекладі Акакія Церетелі.